# Aspleniaceae
Ver Pteridophyta para una introducción a las plantas vasculares sin semilla.
Las aspleniáceas (nombre científico Aspleniaceae) son una familia de helechos del clado Eupolipoides II dentro del orden Polypodiales, que en la moderna clasificación de Rothfels et al. 2012 se circunscribe como en su predecesora de Christenhusz et al. 2011 y su antepredecesora de Smith et al. (2006).

## Taxonomía
Introducción teórica en Taxonomía
La clasificación más actualizada es la de Rothfels et al. 2012:
- Aspleniaceae Newman, Hist. Brit. Ferns: 6 (1840). "Spleenworts".
  - =  Aspleniaceae sensu Christenhusz & al. (2011)
  - =  Aspleniaceae sensu Smith & al. (2006);
  - =  Aspleniaceae sensu Kramer & Viane (1990);
  - =  Aspleniaceae sensu Tryon & Tryon (1982);
  - =  Aspleniaceae sensu Lovis (1978);
  - =  Aspleniaceae sensu Pichi Sermolli (1977);
  - =  Aspleniaceae sensu Tagawa & Iwatsuki (1972);
  - =  Aspleniaceae sensu Nayar (1970);
  - =  Dennstaedtiaceae: Asplenioideae sensu Holttum (1947);
  - incluido en  Polypodiaceae: Asplenioideae sensu Christensen  (1938);

Aproximadamente 700 especies en 1 a 10 géneros, dominado por el muy representado Asplenium (Murakami, 1995; Murakami & al., 1999; Gastony & Johnson, 2001; Schneider & al., 2004a).:
- -     - Asplenium L. (incl. Antigramma C. Presl., Asplenidictyum J. Sm. in Hook., Biropteris Kümmerle, Camptosorus Link, Ceterach Willd., Diellia Brack. in Wilkes, Diplora Baker, Holodictyum Maxon, Loxoscaphe T. Moore, Neottopteris J. Sm., Phyllitis Hill, Pleurosorus Fée, Schaffneria Fée, Scolopendrium Adans., y Sinephropteris Mickel)
    - Hymenasplenium Hayata (incl. Boniniella Hayata)

La clasificación predecesora es la de Christenhusz et al. 2011 (basada en Smith et al. 2006, 2008); que también provee una secuencia lineal de las licofitas y monilofitas.
- Familia 33. Aspleniaceae Newman, Hist. Brit. Ferns: 6 (1840).

2 géneros. ( Asplenium, Hymenasplenium ). Referencias: Murakami & Schaal (1994), Murakami et al. (1999), Perrie & Brownsey (2005), Pinter al. (2002), Schneider et al. (2004b, 2005).
Nota: Los estudios citados arriba han encontrado a todos los segregados de Asplenium (por ejemplo Camptosorus, Ceterach, Diellia, Loxoscaphe y Phyllitis) anidados dentro de él. Además se conocen muchos híbridos entre géneros. Por eso Smith et al. (2006a) reconocieron sólo dos géneros en Aspleniaceae que se segregan por citología, y es el tratamiento que se sigue aquí.
En la clasificación antepredecesora, de Smith et al. 2006:
Sinónimo: Asplenioides.
De 1 a 10 géneros (un poco más de 700 especies), los límites de cada género aún están en duda, en vista de los datos moleculares recientes (por ejemplo van den Heede et al. 2003, Schneider et al. 2004b y 2005, Perrie y Brownsey 2005). Más allá de la clasificación utilizada, una enorme cantidad de especies resultó estar anidada dentro de Asplenium, aun cuando ese género sea construido en una forma estricta. Por ahora la clasificación adoptada:
- Asplenium

- Incluidos Camptosorus y Loxoscaphe, que se anidan claramente en Asplenium sensu lato, o aparecen relacionados con especies generalmente ubicadas dentro de Asplenium (Murakami et al. 1999, Gastony y Johnson 2001, Schneider et al. 2004b).
- Incluido también Diellia (endémica de Hawái), Pleurosorus, Phyllitis, Ceterach, Thamnopteris, y otros menos conocidos (Murakami et al. 1999, Pinter et al. 2002, van den Heede et al. 2003, Schneider et al. 2004b y 2005, Perrie y Brownsey 2005).
- También se espera que se aniden dentro de este género los siguientes géneros todavía no muestreados: Antigramma, Holodictyum, Schoffneria, Sinephropteris.
- Hymenasplenium (con un número diferente de cromosomas que casi todos los demás géneros segregados de Asplenium, y también con caracteres distintivos en las raíces -Schneider 1996b, Schneider et al. 2004b-, pareciera que es el clado hermano de todo el resto de la familia, por lo que puede considerarse un género por sí mismo).

## Filogenia
Introducción teórica en Filogenia
Rothfels et al. 2012:  Aspleniaceae es un elemento distintivo dentro de Eupolipoides II; la familia usualmente ha sido vista como fácil de definir, en su circunscripción actual, aún antes de que Eupolipoides II o Polypodiales (sensu Smith et al. 2006, Pryer et al. 2008) fueran reconocidos como entidades cohesivas (por ejemplo en Nayar 1970). Aspleniaceaee es de alguna forma inusual si se tiene en cuenta su riqueza de especies, ya que muestran fuertes patrones de diversificación en áreas tanto templadas como tropicales (en lugar de ser predominantemente tropical) y tiene aproximadamente igual número de especies epífitas y terrestres (Shneider et al. 2004a). Estos dos tipos de hábito más grandes -epífito versus terrestre- están dispersos a lo largo de la filogenia de la familia, si bien hay alguna evidencia de que el ancestro común más reciente del clado corona de la familia fue epífito (Schneider et al. 2004). Nuestra circunscripción es idéntica a la de Smith et al. (2006), quienes incluyen más información de esta familia.
Smith et al. 2006: Monofilético (Murakami y Schaal 1994, Hasebe et al. 1995, Murakami et al. 1999, Gastony y Johnson 2001, Van den Heede et al. 2003, Schneider et al. 2004b y 2005, Perrie y Brownsey 2005).

## Ecología
Rothfels et al. 2012: Aspleniaceaee es de alguna forma inusual si se tiene en cuenta su riqueza de especies, ya que muestran fuertes patrones de diversificación en áreas tanto templadas como tropicales (en lugar de ser predominantemente tropical) y tiene aproximadamente igual número de especies epífitas y terrestres (Shneider et al. 2004a). Estos dos tipos de hábito más grandes -epífito versus terrestre- están dispersos a lo largo de la filogenia de la familia.
Smith et al. 2006: Terrestres, epipétricas o epífitas. Subcosmopolitas, más numerosas en los trópicos.

## Caracteres
Con las características de Pteridophyta.
Rothfels et al. 2012:
Plantas terrestres, epipétricas o epífitas, a veces reofíticas (rheophytic), raíces negruzcas, wiry, insertas radialmente o ventralmente (Hymenasplenium), proliferativas o no proliferativas; rizomas usualmente sin olor, raramente con el olor del "winter-green" (por ejemplo A. longissimum Blume), corta a largamente rastreros, o suberectos, ramificados o más comúnmente sin ramificar, a veces masivos y formando una canasta colectora de detritus (por ejemplo A. nidus L.), portando escamas; las escamas de los rizomas lanceoladas, clatradas, usualmente con paredes celulares negruzcas y lúmenes hialinos, a veces marrones (brown) o dorado-marrones (golden-brown), los márgenes glandulares o no, enteros o dentados o ciliados, sin pubescencia distintiva; hojas verdes y no cubiertas en mucílago durante ningún estadio del desarrollo, usualmente monomórficas, a veces hemidimórficas, arregladas en espiral o dísticas y dorsales (Hymenasplenium), ocasionalmente bulbíferas, los bulbillos frecuentemente en el ápice de la hoja, en la axila de una pina distal, o en la base de la lámina, las hojas usualmente cercanamente espaciadas, dispersamente o densamente escamosas, ocasionalmente pubescentes, raramente glandulares (por ejemplo en A. platyneuron (L.) Britton, Sterns y Poggenb.), también frecuentemente con proscalas diminutas filiformes; pecíolos dull y verdosos, grises, o amarronados, o lustrosos y castaños (castaneous), atropurpúreos, o ebenos (ebenous), las bases expandidas en Hymenasplenium, de otra forma no usualmente expandida, persistentes o no, articuladas al rizoma en Hymenasplenium, de otra forma no articuladas; dos haces vasculares en el pecíolo, cada uno con xilema en forma de C, los haces unidos distalmente para formar un único haz con forma de X; lámina suave-herbácea a coriácea, simple a 4-pinada, el ápice usualmente pinatifido o no-conforme (non-conform), ocasionalmente conforme (por ejemplo en Asplenium davisii Stolze), las células marginales de la hoja usualmente no diferenciadas; los ejes de las pinas no articulados, en las especies con hojas divididas los ejes usualmente alados, con alas derivadas de un margen de la hoja decurrente y engrosado, o las alas delgadas, frágiles, y aparentemente derivadas del raquis; los ejes del raquis usualmente no sulcados adaxialmente, sin una costilla libre central; las venas libres o anastomosadas, las areolas sin venillas inclusas libres, que llegan al margen de la hoja o terminan antes que él, algunas especies con una vena colectora sub-marginal, los finales de las venas formando hidatodos, o no diferenciados; soros elongados, a lo largo de un lado de la vena, raramente pareados espalda con espalda, y si así usualmente no a lo largo de la misma vena, y si es así entonces usualmente lo hacen donde los grupos de venas convergen, indusiados; el receptáculo del soro plano; indusio lateral, esencialmente plano, glabro o a veces glandular, abriéndose a lo largo de un margen lateral; los esporangios con pies de una célula de espesor en la mitad del pie; esporas monolete, no clorófilas, marrones, la perispora con costillas (ridges) agudas o dobleces (folds) amplios, a veces equinulada (echinulate), fenestrada, o reticulada; número de cromosomas base x=36 (en la mayoría de las especies, por ejemplo en Bir y Shukla 1967, Walker 1973a, Smith y Mickel 1977), 38 (Hymenasplenium, Murakami 1995), y 39 (Hymenasplenium, Kato et al. 1990, Murakami 1995).
Sigue, diagnóstico: Aspleniaceae exhibe un amplio espectro de diversidad morfológica, si bien la identificación de la familia es usualmente no dificultosa. Son diagnósticos de Aspleniaceae los soros largos con indusio lateral restringidos a un lado de la vena. El llamado soro "espalda con espalda" (back-to-back) o "diplazioide" aparece en algunas Aspleniaceae, sin embargo tienden a ser restringidos a pequeñas porciones de la lámina. Como Holttum (1954) apuntara, los patrones de los más importantes grupos de venas sugieren que estas instancias son probablemente el resultado de la fusión de la lámina o la reducción. Algunas especies de Hymenasplenium se han confundido con Diplazium (Smith 1976). Sin embargo, numerosas apomorfías técnicas de Aspleniaceae sirven para distinguir estos dos géneros. En la primera parte de la clave a familias provista en este paper se encuentra una lista de caracteres útiles para separar Aspleniaceae de otras familias de eupolipoides II.
Smith et al. 2006:
Rizomas rastreros, ascendente o suberectos. Con escamas clatradas en los ápices y las bases de los pecíolos (y a veces en otros ejes también). Pecíolos con haces vasculares que en un corte transversal se disponen en un patrón con forma de dos C consecutivas, que en la parte distal del pecíolo se fusionan en un patrón que en el corte transversal forma una X.
Láminas monomórficas, usualmente sin pelos acicularesen las venas ni en la lámina. Usualmente con pelos clavados microscópicos. Venas pinadas o bifurcadas, usualmente libres, menos frecuentemente reticuladas y entonces sin venillas inclusas.
Soros elongados (lineales) a lo largo de las venas, no usualmente continuos en la misma vena, usualmente con indusio lineal adjuntado lateralmente. Pie del esporangio largo, de 1 célula de espesor.
Esporas reniformes, monolete, con una perina decididamente alada.
Número de cromosomas: x = 36 (la mayoría) pero también x = 38, 39 en Hymenasplenium (Murakami 1995) y x = 38 en Boniniella.